# 가네마키촌
가네마키촌(金巻村)은 니가타현 니시칸바라군에 설치되었던 촌이다.